# Justierung
Unter Justierung – auch Justage – versteht man das möglichst exakte Einstellen durch einen fachmännischen Eingriff. Meist handelt es sich um die Einstellung einer Messeinrichtung oder ihrer Anzeige.

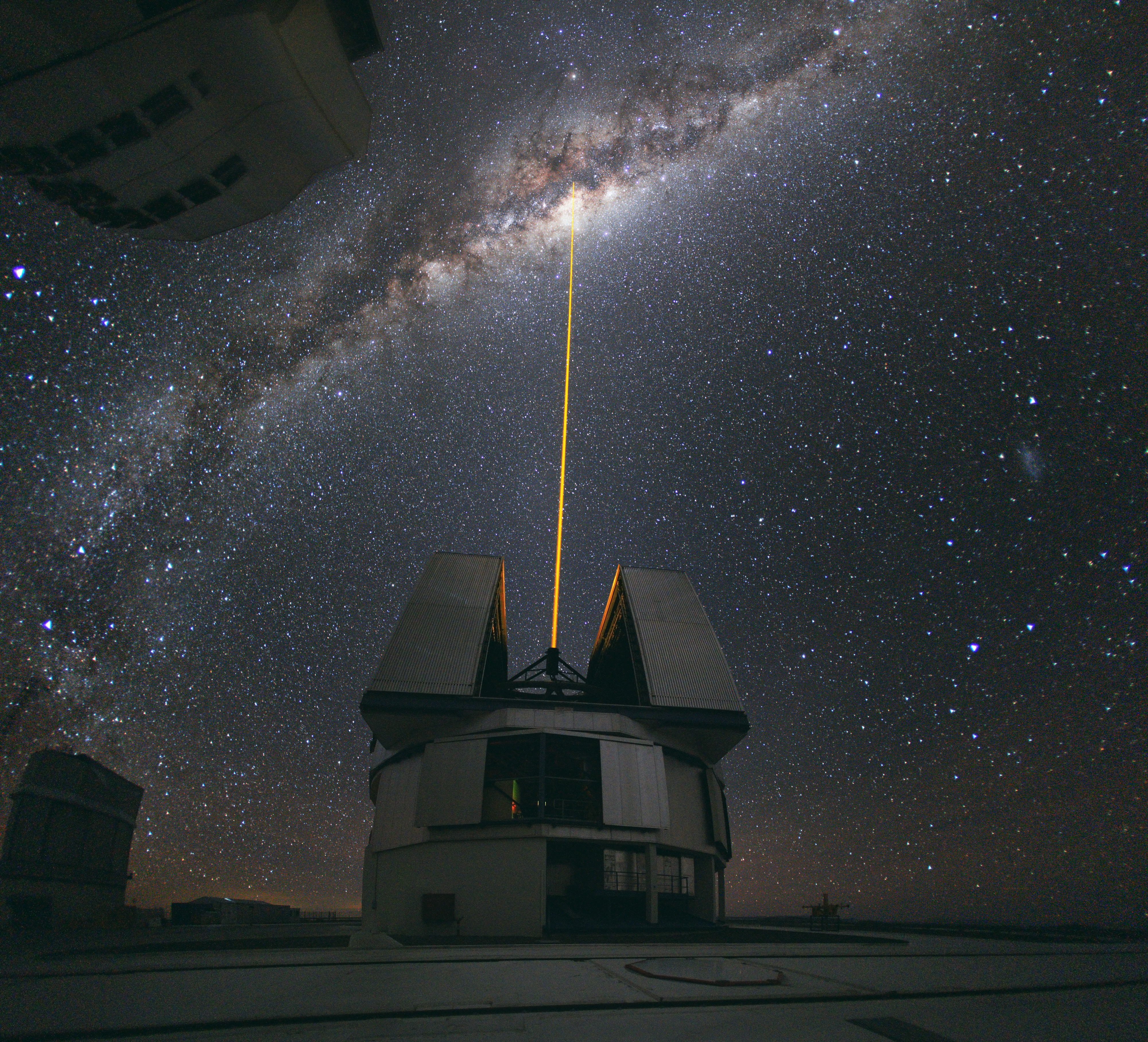
Justierung des Teleskops durch einen Laser am Paranal-Observatorium

Das Justieren ist bei mechanischen Messgeräten oft nach Stößen notwendig, oder wenn sich die Umgebungsbedingungen merklich ändern. Bei Messungen, die das Potential eines Messgerätes ausschöpfen, ist eine häufige Kontrolle des Justierungszustandes zu empfehlen.

## Begriffe in der Messtechnik

### Justierung
Nach der Normung wird Justieren wie folgt definiert: „Einstellen oder Abgleichen eines Messgerätes, um systematische Abweichungen so weit zu beseitigen, wie es für die vorgesehene Anwendung erforderlich ist. − Justierung erfordert einen Eingriff, der das Messgerät bleibend verändert.“
Beim Justieren werden Messwerte eines Messgerätes auf bekannte Werte eingestellt (z. B. durch Vergleich mit Normalen). Die wichtigsten Einstellungen sind die des Nullpunktes und der Empfindlichkeit. Dabei ist das Messgerät unter vorgeschriebenen oder vereinbarten Referenzbedingungen zu betreiben (äußere Bedingungen wie Temperatur, Lage usw.). Danach müssen die Messgeräteabweichungen innerhalb der festgelegten Fehlergrenzen liegen.
Unter Nachjustierung versteht man ein geringfügiges oder verkürztes Verfahren, das z. B. bei bleibender Temperaturänderung erforderlich ist.

### Kalibrierung, Eichung
Die Justierung ist zu unterscheiden von der Kalibrierung, die ein Einmessen ist und ohne Eingriff in das Messgerät durchgeführt wird.
Wo die Verwendung kalibrierter Messgeräte vorgeschrieben ist (Messmittelüberwachung), muss nach der Justierung eine Überprüfung vorgenommen und bescheinigt werden. Bei einer mit der Kalibrierung verbundenen Feststellung, inwieweit ein Messgerät den festgelegten Vorschriften genügt, spricht man bei rechtlicher Kompetenz von Eichung gemäß einer Eichordnung.

## Vorgehen
Die Justierung wird mechanisch durch Einstellung von Justierschrauben, elektrisch durch Einstellung von Potentiometern oder elektronisch durch Einstellung von gespeicherten Daten vorgenommen. Sind mehrere Einstellelemente vorhanden, ist häufig ein iteratives Vorgehen erforderlich, so dass Einstellungen zu wiederholen sind, bis das Ergebnis an allen Messpunkten zufriedenstellend ist. Zunehmend findet auch eine automatische oder Softwarekompensation statt.

## Beispiele

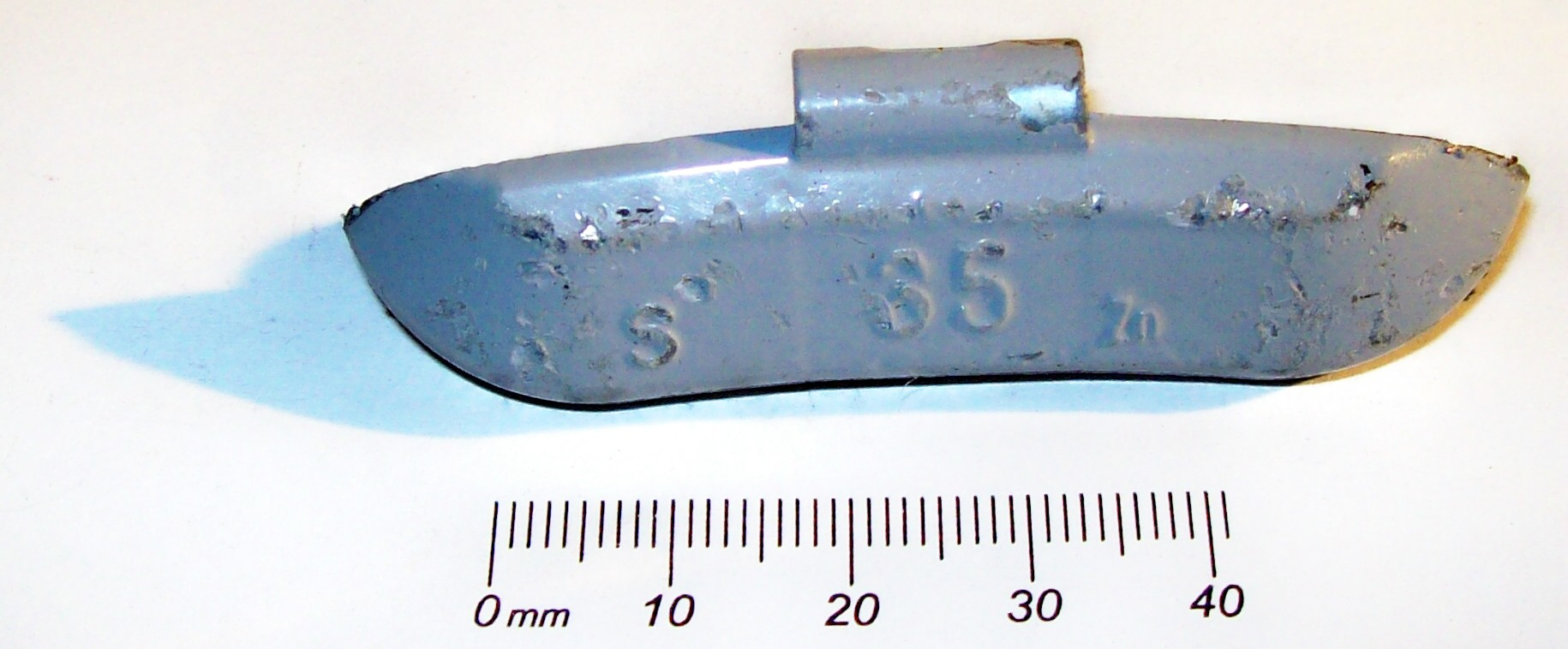
Auswuchten von Fahrzeugrädern

- Dejustierte Waage: Justierung mit Prüfgewichten und Eingriff in die Mechanik der Waage, bzw. mit einem Justierprogramm.
- Dejustierte Libelle: Justierung auf die vorgeschriebene Lage durch Umsetzen der Libelle (180° Drehung auf ca. horizontalem Untergrund, bzw. Drehen des Theodolits) um 180°. Die Hälfte des Ausschlags wird mit den Rektifizier- oder Justierschrauben beseitigt (die andere Hälfte ist die Neigung der Unterlage).

## Justierung von Münzen

Stolberg-Roßla, Gulden 1764, Münzmeisterzeichen C, Münzmeister Johann Eberhard Volkmar Claus (1750–1765), Münzstätte Stolberg, Justierspuren auf der Rückseite

Bei der Münzherstellung von Kurantmünzen verstand man früher unter Justierung den massemäßigen Abgleich der leicht übergewichtigen Gold- oder Silber-Münzrohlingen auf das gesetzmäßig vorgeschriebene Sollgewicht innerhalb einer geringen Toleranz im Milligrammbereich. Das geschah gewöhnlich durch Abfeilen und ständigem Nachwiegen – manuell Münze für Münze in der Prägeanstalt, wobei die Edelmetall-Späne gesondert aufgefangen, aufbewahrt und später wieder eingeschmolzen wurden. Häufig wurden die Justierspuren (Feilenriefen) durch den anschließenden Prägevorgang nicht immer vollständig beseitigt, so dass sie teilweise sichtbar blieben. Das mindert jedoch theoretisch den Sammlerwert einer solchen Münze nicht, sondern garantiert eher die Echtheit. In Münzauktionskatalogen ist bei den betreffenden Münzen in der Beschreibung „geringe Justierspuren“ oder ggf. „starke Justierspuren“ angegeben, was folglich dann doch zu mehr oder weniger großen Abschlägen führt. Die mit Justierspuren behaftete Münze darf nicht mit einer „bekratzten“ verwechselt werden. Bei einigen Münzen des 18. und 19. Jh. steht auch das Wort „justi(e)rt“ explizit noch im Gepräge. Die moderne Rondenproduktion ist ab etwa 1870 schon so gewichtsmäßig exakt, da die Dicke der Zainblechbänder fast auf ein Hundertstel Millimeter genau sind, so dass eine spezielle manuelle Justierung überflüssig geworden ist. Es wird deshalb nur noch nachgewogen und fehlgewichtige Ronden ggf. vor dem Prägen ausgesondert und wieder eingeschmolzen. Siehe auch Rauhgewicht, Feingewicht.